# Diocese de Chartres
A Diocese de Chartres (latim: Dioecesis Carnutensis; francês: Diocèse de Chartres) é um território eclesiástico da Igreja Latina ou diocese da Igreja Católica na França. 
A diocese é sufragânea na província eclesiástica da Arquidiocese Metropolitana de Tours.

## História
Adventus é listado como o primeiro bispo. Solemnis foi fundamental na conversão de Clovis.  Em 911, o Bispo Gauscelinus usou o Voile de la Vierge (Véu da Santíssima Virgem), como estandarte para afastar os invasores normandos.  Fulbert foi responsável pelo avanço da festa da Natividade da Virgem em 8 de setembro.  Ivo de Chartres e João de Salisbury foram bispos notáveis.
A Cathédrale Notre-Dame de Chartres foi construída entre 1194 e 1220, no local de pelo menos cinco catedrais que ocuparam o local desde que a Diocese de Chartres foi formada como sede episcopal no século IV.
Em 1697, a Diocese de Blois foi erigida no território de Chartres. Em 1802, a Diocese de Chartres foi suprimida e a área colocada sob a recém-criada Diocese de Versalhes. No entanto, em 1822, a Sé de Chartres foi restabelecida e tornada sufragânea, na época, do Arcebispado de Paris. 

## Peregrinações
Chartres é um local de peregrinação cristã desde a Idade Média. Luís IX da França fez uma peregrinação; assim como Filipe IV e Carlos IV. 
O poeta Charles Péguy (1873–1914) reviveu a rota de peregrinação entre Paris e Chartres antes da Primeira Guerra Mundial. Após a guerra, alguns estudantes realizaram a peregrinação em sua memória. Desde a década de 1980, a associação Notre-Dame de Chrétienté,  com sede em Versalhes, organiza a peregrinação anual de 100 km a pé da catedral de Notre-Dame de Paris à catedral de Notre-Dame de Chartres. Cerca de 15.000 peregrinos, a maioria famílias jovens de toda a França, participam todos os anos.

### Obras de referência
- Gams, Pius Bonifatius (1873). Series episcoporum Ecclesiae catholicae: quotquot innotuerunt a beato Petro apostolo. Ratisbon: Typis et Sumptibus Georgii Josephi Manz  (Use with caution; obsolete)
- Eubel, ed. (1913). Hierarchia catholica, Tomus 1 second ed. Münster: Libreria Regensbergiana  (in Latin)
- Eubel, ed. (1914). Hierarchia catholica, Tomus 2 second ed. Münster: Libreria Regensbergiana (in Latin)
- Eubel, Conradus; Gulik, Guilelmus (1923). Hierarchia catholica, Tomus 3 second ed. Münster: Libreria Regensbergiana
- Gauchat, Patritius (Patrice) (1935). Hierarchia catholica IV (1592-1667). Münster: Libraria Regensbergiana. Consultado em 6 de julho de 2016
- Ritzler, Remigius; Sefrin, Pirminus (1952). Hierarchia catholica medii et recentis aevi V (1667-1730). Patavii: Messagero di S. Antonio. Consultado em 6 de julho de 2016
- Ritzler, Remigius; Sefrin, Pirminus (1958). Hierarchia catholica medii et recentis aevi VI (1730-1799). Patavii: Messagero di S. Antonio. Consultado em 6 de julho de 2016
- Ritzler, Remigius; Sefrin, Pirminus (1968). Hierarchia Catholica medii et recentioris aevi sive summorum pontificum, S. R. E. cardinalium, ecclesiarum antistitum series... A pontificatu Pii PP. VII (1800) usque ad pontificatum Gregorii PP. XVI (1846) (em latim). VII. Monasterii: Libr. Regensburgiana
- Remigius Ritzler; Pirminus Sefrin (1978). Hierarchia catholica Medii et recentioris aevi... A Pontificatu PII PP. IX (1846) usque ad Pontificatum Leonis PP. XIII (1903) (em latim). VIII. [S.l.]: Il Messaggero di S. Antonio
- Pięta, Zenon (2002). Hierarchia catholica medii et recentioris aevi... A pontificatu Pii PP. X (1903) usque ad pontificatum Benedictii PP. XV (1922) (em latim). IX. Padua: Messagero di San Antonio. ISBN 978-88-250-1000-8

### Estudos
- Du Tems, Hugues (1774). Le clergé de France, ou tableau historique et chronologique des archevêques, évêques, abbés, abbesses et chefs des chapitres principaux du royaume, depuis la fondation des églises jusqu'à nos jours (em francês). Tome premier. Paris: Delalain
- Jean, Armand (1891). Les évêques et les archevêques de France depuis 1682 jusqu'à 1801 (em francês). Paris: A. Picard
- Société bibliographique (France) (1907). L'épiscopat français depuis le Concordat jusqu'à la Séparation (1802-1905). Paris: Librairie des Saints-Pères. pp. 346–350